# مارسل پرز
مارسل پرز (انگلیسی: Marcel Perez؛ ‏ ۲۹ ژانویهٔ ۱۸۸۴ – ۸ فوریهٔ ۱۹۲۹) بازیگر، فیلم‌نامه‌نویس و کارگردان اهل کشور اسپانیا بود. وی در بیش از ۲۰۰ فیلم صامت کمدی بازی کرده بود.
از فیلم‌هایی که وی در آن‌ها نقش داشته است، می‌توان به بانگلس اشاره نمود.